# ブレイディ・シンガー
ブレイディ・アラン・シンガー（Brady Alan Singer, 1996年8月4日 - ）は、アメリカ合衆国フロリダ州レイク郡リースバーグ出身のプロ野球選手（投手）。右投右打。MLBのシンシナティ・レッズ所属。

## 経歴

### プロ入り前
2015年のMLBドラフト2巡目（全体56位）でトロント・ブルージェイズから指名されたが、契約せずにフロリダ大学へ進学した。
フロリダ大学では2年次からエース格となり、2017年のメンズ・カレッジ・ワールドシリーズ制覇に大きく貢献した。2018年は17試合で12勝3敗という好成績を記録し、全米の大学野球の最優秀選手に贈られる賞であるディック・ハウザー・トロフィーを受賞し、大学生3強と目された。

### プロ入りとロイヤルズ時代
2018年MLBドラフト1巡目（全体18位）でカンザスシティ・ロイヤルズから指名され、7月3日に契約を結んだ（契約金は425万ドル）。なお、この年はマイナーでは登板しなかった。
2019年、傘下のA+級ウィルミントン・ブルーロックスでプロデビュー。AA級ノースウエストアーカンソー・ナチュラルズでもプレーし、2球団合計で26試合に先発登板して12勝5敗、防御率2.85、138奪三振を記録した。また、7月にはオールスター・フューチャーズゲームのアメリカンリーグ選抜に選出された。
2020年7月25日にメジャー契約を結んでアクティブ・ロースター入りし、同日のクリーブランド・インディアンス戦にて先発でメジャーデビュー（5回2失点で勝敗付かず）。この年はメジャーで12試合に先発登板して4勝5敗、防御率4.06、61奪三振を記録した。
2021年は27試合に先発登板したが勝ち星は伸びず、5勝10敗、防御率4.91という成績に終わった。
2022年は27試合に先発登板し、初の2桁勝利となる10勝5敗、防御率3.23を記録した。
2023年は、シーズン開幕前の2月10日に第5回ワールド・ベースボール・クラシック（WBC）のアメリカ合衆国代表に選出された。

### レッズ時代
2024年11月21日にジョナサン・インディア、ジョーイ・ウィーマーとのトレードで、シンシナティ・レッズへ移籍した。

## 選手としての特徴
平均球速92.1mph（約148km/h）のシンカーと平均球速84.0mph（約135km/h）のスライダーが投球の大半を占める。稀にチェンジアップやフォーシームも投げる。

## 人物
2018年のクリスマスにシンガーがTwitterに投稿した、ドラフトで得た契約金425万ドルで住宅ローンなど両親の負債を返済するという内容の動画が、全米で話題となった。手紙でそのことを知った母親は感涙にむせんでいた。

## 詳細情報

### 年度別投手成績
| 年 度    | 球 団    | 登 板 | 先 発 | 完 投 | 完 封 | 無 四 球 | 勝 利 | 敗 戦 | セ 丨 ブ | ホ 丨 ル ド | 勝 率 | 打 者 | 投 球 回 | 被 安 打 | 被 本 塁 打 | 与 四 球 | 敬 遠 | 与 死 球 | 奪 三 振 | 暴 投 | ボ 丨 ク | 失 点 | 自 責 点 | 防 御 率 | W H I P |
| -------- | -------- | ----- | ----- | ----- | ----- | -------- | ----- | ----- | -------- | ----------- | ----- | ----- | -------- | -------- | ----------- | -------- | ----- | -------- | -------- | ----- | -------- | ----- | -------- | -------- | ------- |
| 2020     | KC       | 12    | 12    | 0     | 0     | 0        | 4     | 5     | 0        | 0           | .444  | 263   | 64.1     | 52       | 8           | 23       | 0     | 2        | 61       | 5     | 1        | 29    | 29       | 4.06     | 1.17    |
| 2021     | KC       | 27    | 27    | 1     | 0     | 0        | 5     | 10    | 0        | 0           | .333  | 586   | 128.1    | 146      | 14          | 53       | 1     | 11       | 131      | 3     | 1        | 81    | 70       | 4.91     | 1.55    |
| 2022     | KC       | 27    | 27    | 0     | 0     | 0        | 10    | 5     | 0        | 0           | .667  | 621   | 153.1    | 140      | 18          | 35       | 0     | 11       | 150      | 3     | 1        | 58    | 55       | 3.23     | 1.14    |
| 2023     | KC       | 29    | 29    | 0     | 0     | 0        | 8     | 11    | 0        | 0           | .421  | 702   | 159.2    | 182      | 20          | 49       | 0     | 8        | 133      | 3     | 0        | 102   | 98       | 5.52     | 1.45    |
| 2024     | KC       | 32    | 32    | 0     | 0     | 0        | 9     | 13    | 0        | 0           | .409  | 762   | 179.2    | 175      | 22          | 54       | 0     | 10       | 170      | 2     | 0        | 77    | 74       | 3.71     | 1.27    |
| MLB：5年 | MLB：5年 | 127   | 124   | 1     | 0     | 0        | 36    | 44    | 0        | 0           | .450  | 2934  | 685.1    | 695      | 82          | 214      | 1     | 42       | 645      | 16    | 3        | 347   | 326      | 4.28     | 1.33    |

- 2024年度シーズン終了時

### WBCでの投手成績
| 年 度 | 代 表          | 登 板 | 先 発 | 勝 利 | 敗 戦 | セ ｜ ブ | 打 者 | 投 球 回 | 被 安 打 | 被 本 塁 打 | 与 四 球 | 敬 遠 | 奪 三 振 | 暴 投 | ボ ｜ ク | 失 点 | 自 責 点 | 防 御 率 |
| ----- | -------------- | ----- | ----- | ----- | ----- | -------- | ----- | -------- | -------- | ----------- | -------- | ----- | -------- | ----- | -------- | ----- | -------- | -------- |
| 2023  | アメリカ合衆国 | 1     | 0     | 0     | 0     | 0        | 11    | 2.0      | 4        | 1           | 1        | 0     | 2        | 0     | 0        | 4     | 4        | 18.00    |

### 年度別守備成績
| 年 度 | 球 団 | 投手（P） | 投手（P） | 投手（P） | 投手（P） | 投手（P） | 投手（P） |
| 年 度 | 球 団 | 試 合     | 刺 殺     | 補 殺     | 失 策     | 併 殺     | 守 備 率  |
| ----- | ----- | --------- | --------- | --------- | --------- | --------- | --------- |
| 2020  | KC    | 12        | 3         | 7         | 2         | 0         | .833      |
| 2021  | KC    | 27        | 9         | 5         | 6         | 1         | .700      |
| 2022  | KC    | 27        | 7         | 17        | 1         | 0         | .960      |
| 2023  | KC    | 29        | 14        | 15        | 1         | 0         | .967      |
| 2024  | KC    | 32        | 14        | 19        | 1         | 0         | .971      |
| MLB   | MLB   | 127       | 47        | 63        | 11        | 1         | .909      |

- 2024年度シーズン終了時
- 各年度の太字はリーグ最高

### 記録
MiLB
- オールスター・フューチャーズゲーム選出：1回（2019年）

### 背番号
- 51（2020年 - ）

### 代表歴
- 2023 ワールド・ベースボール・クラシック・アメリカ合衆国代表